# Montagne First Peoples
Pour les articles homonymes, voir Doane.
La montagne First Peoples, en anglais First Peoples Mountain, littéralement en français « montagne des peuples premiers », anciennement mont Doane, en anglais Mount Doane, est un sommet montagneux situé dans le parc national de Yellowstone, dans le comté de Park au Wyoming aux États-Unis. Il culmine à une altitude de 3 248 m.

## Toponymie

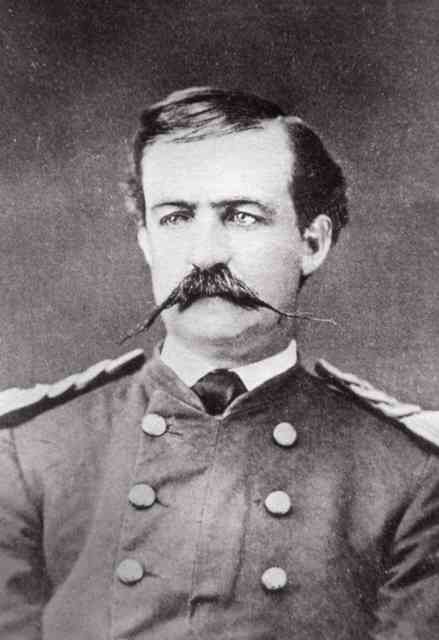
Gustavus Cheyney Doane, qui a donné son nom à First Peoples Mountain jusqu'en 2022.

Le sommet portait initialement le nom du lieutenant Gustavus Cheyney Doane, un officier de cavalerie de l'armée américaine qui escorta l'expédition Washburn-Langford-Doane dans la région de Yellowstone en 1870.
Plusieurs groupes amérindiens proposent en 2017 et 2018 de renommer le mont Doane en montagne First Peoples en l'honneur des peuples autochtones. La Great Plains Tribal Chairman's Association déclare que Gustavus Cheyney Doane ne devrait pas être mis à l'honneur étant donné son rôle dans le meurtre de 200 Amérindiens, principalement des femmes et des enfants atteints de variole, lors du massacre de la Marias.
Grâce à l'appui du Rocky Mountain Tribal Council, du Wyoming Board of Geographic names et du National Park Service, le nom First Peoples Mountain a été accepté par le Board of Geographic Names en juin 2022 par un vote à l'unanimité (15-0),.